# Hermann Ziebland

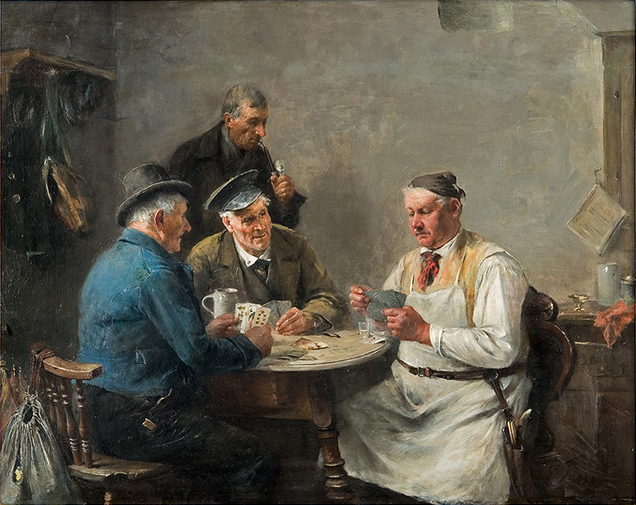
Hermann Ziebland: Kartenspieler

Hermann Ziebland (* 18. April 1853 in Veitshöchheim bei Würzburg; † 30. September 1896 in München) war ein deutscher Porträt- und Genremaler.

## Leben
Ziebland war der Sohn eines Inspektors und Ingenieur sowie ein Großneffe des Architekten und Baumeisters Georg Friedrich Ziebland. Er besuchte zunächst die Lateinschule und ein Gymnasium und studierte von 1870 bis 1874 an der Kunstgewerbeschule und anschließend seit dem 21. Februar 1874 an der Königlichen Akademie der Künste in München bei Ludwig von Löfftz, Wilhelm Diez und Wilhelm Lindenschmit dem Jüngeren.
Er unternahm Studienreisen nach Italien. Seine Werke zeigte er auf den Kunstausstellungen in Dresden und München. Die Reproduktionen seiner Bilder erschienen in illustrierten Zeitschriften, wie Universum. Illustrierte Zeitschrift für die deutsche Familie. Zu seinen Schülern gehörte u. a. Rudolf Wimmer.
Ziebland starb im Alter von 43 Jahren nach langer Krankheit.

## Grabstätte

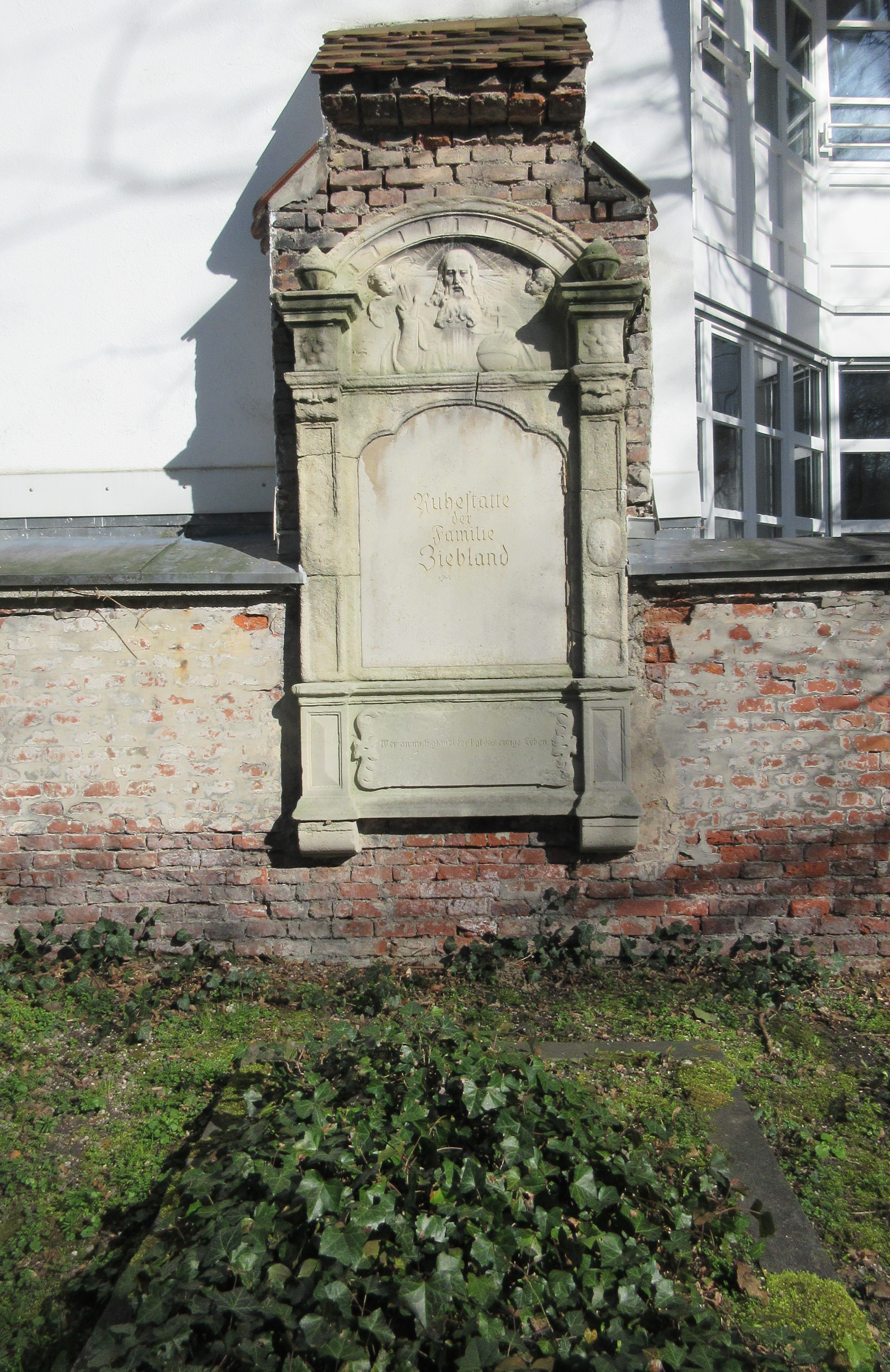
Grab von Hermann Ziebland auf dem Alten Südlichen Friedhof in München

Die Grabstätte von Hermann Ziebland befindet sich auf dem Alten Südlichen Friedhof in München (Mauer Links Platz 178/179 bei Gräberfeld 5) Standort.